# Casos de abuso sexual de la Iglesia católica en El Salvador
El abuso sexual de miembros de la Iglesia católica en El Salvador ha sido reconocido como existente desde, al menos, la década de 1980, y ha sido condenado por la justicia salvadoreña.

## Historia
En noviembre de 2015, los escándalos de abuso sexual en la Arquidiócesis de San Salvador comenzaron a salir a la luz cuando el tercer sacerdote de mayor rango de la Arquidiócesis, Jesús Delgado, quien también era biógrafo y secretario personal del arzobispo salvadoreño Oscar Romero, fue destituido por la Arquidiócesis luego de que su investigación mostrara que había abusado sexualmente de una niña, ahora de 42 años, cuando tenía entre 9 y 17 años. Debido al plazo de prescripción, Delgado no podía enfrentar cargos penales. En diciembre de 2016, un tribunal canónico condenó a Delgado y a otros dos sacerdotes de El Salvador, Francisco Gálvez y Antonio Molina, por cometer actos de abuso sexual entre los años 1980 y 2000 y los laicizó del sacerdocio.
En noviembre de 2019, la Arquidiócesis reconoció abuso sexual cometido por un sacerdote identificado como Leopoldo Sosa Tolentino en 1994 y emitió una disculpa pública a su víctima. Tolentino ha sido suspendido del ministerio y ha iniciado un proceso de juicio canónico en su contra.
También se informó en ese momento que otro sacerdote de El Salvador había sido laicizado en 2019 luego de declararse culpable de abuso sexual en un juicio del Vaticano y está cumpliendo una sentencia de 16 años de prisión luego de ser declarado culpable en un juicio penal.